# Tomasz Pochwała
Tomasz Pochwała, né le 7 mai 1983 à Zakopane, est un sauteur à ski polonais ayant également pratiqué le combiné nordique.

## Biographie
Il est le cousin du céiste Marcin Pochwała et le petit-fils du sauteur à ski Franciszek Gąsienica Groń.
Dans la Coupe du monde de saut à ski, il obtient son meilleur résultat en janvier 2002 à Zakopane, sa ville natale, avec une quinzième place. Il participe ensuite aux Jeux olympiques de Salt Lake City.

## Résultats

### Saut à ski

#### Jeux olympiques
| Épreuve / Édition | Salt Lake City 2002 |
| Petit tremplin    | 40e                 |
| Grand tremplin    | 43e                 |
| Par équipes       | 6e                  |

#### Championnats du monde
| Épreuve / Édition | Lahti 2001 | Val di Fiemme 2003 |
| Petit tremplin    |            | 39e                |
| Par équipes (K90) | 5e         |                    |

#### Championnats du monde de vol à ski
| Épreuve / Édition | Harrachov 2002 |
| Individuel        | 31e            |

#### Coupe du monde
- Meilleur classement général : 53e en 2002.
- Meilleur résultat individuel : 15e.

### Combiné nordique

#### Universiades
- 2 médailles d'argent en 2011 à Erzurum : mass-start et par équipes.